# Willow Smith/Diskografie
Diese Diskografie ist eine Übersicht über die musikalischen Werke der US-amerikanischen Popsängerin Willow Smith. Den Schallplattenauszeichnungen zufolge hat sie bisher mehr als 11,8 Millionen Tonträger verkauft. Ihre erfolgreichste Veröffentlichung ist die Single Whip My Hair mit über 3,5 Millionen verkauften Einheiten.

## Alben

### Studioalben
| Jahr | Titel Musiklabel                                         | Höchstplatzierung, Gesamtwochen, AuszeichnungChartplatzierungen (Jahr, Titel, Musiklabel, Platzierungen, Wochen, Auszeichnungen, Anmerkungen) | Höchstplatzierung, Gesamtwochen, AuszeichnungChartplatzierungen (Jahr, Titel, Musiklabel, Platzierungen, Wochen, Auszeichnungen, Anmerkungen) | Höchstplatzierung, Gesamtwochen, AuszeichnungChartplatzierungen (Jahr, Titel, Musiklabel, Platzierungen, Wochen, Auszeichnungen, Anmerkungen) | Höchstplatzierung, Gesamtwochen, AuszeichnungChartplatzierungen (Jahr, Titel, Musiklabel, Platzierungen, Wochen, Auszeichnungen, Anmerkungen) | Höchstplatzierung, Gesamtwochen, AuszeichnungChartplatzierungen (Jahr, Titel, Musiklabel, Platzierungen, Wochen, Auszeichnungen, Anmerkungen) | Anmerkungen                             |
| Jahr | Titel Musiklabel                                         | DE | AT | CH | UK | US | Anmerkungen                             |
| ---- | -------------------------------------------------------- | --- | --- | --- | --- | --- | --------------------------------------- |
| 2015 | Ardipithecus Roc Nation (Sony)                           | — | — | — | — | — | Erstveröffentlichung: 11. Dezember 2015 |
| 2017 | The 1st MSFTS Music • Roc Nation (Sony)                  | — | — | — | — | — | Erstveröffentlichung: 31. Oktober 2017  |
| 2019 | Willow MSFTS Music • Roc Nation (Sony)                   | — | — | — | — | — | Erstveröffentlichung: 19. Juli 2019     |
| 2021 | Lately I Feel Everything MSFTS Music • Roc Nation (Sony) | — | — | — | — | US46 (2 Wo.)US | Erstveröffentlichung: 16. Juli 2021     |
| 2022 | <Copingmechanism> MSFTS Music • Roc Nation (Sony)        | — | — | — | — | — | Erstveröffentlichung: 7. Oktober 2022   |
| 2024 | Empathogen Three Six Zero (Gamma)                        | — | — | — | — | — | Erstveröffentlichung: 3. Mai 2024       |

### Gemeinschaftsalben
| Jahr | Titel Musiklabel                            | Höchstplatzierung, Gesamtwochen, AuszeichnungChartplatzierungen (Jahr, Titel, Musiklabel, Platzierungen, Wochen, Auszeichnungen, Anmerkungen) | Höchstplatzierung, Gesamtwochen, AuszeichnungChartplatzierungen (Jahr, Titel, Musiklabel, Platzierungen, Wochen, Auszeichnungen, Anmerkungen) | Höchstplatzierung, Gesamtwochen, AuszeichnungChartplatzierungen (Jahr, Titel, Musiklabel, Platzierungen, Wochen, Auszeichnungen, Anmerkungen) | Höchstplatzierung, Gesamtwochen, AuszeichnungChartplatzierungen (Jahr, Titel, Musiklabel, Platzierungen, Wochen, Auszeichnungen, Anmerkungen) | Höchstplatzierung, Gesamtwochen, AuszeichnungChartplatzierungen (Jahr, Titel, Musiklabel, Platzierungen, Wochen, Auszeichnungen, Anmerkungen) | Anmerkungen                                                        |
| Jahr | Titel Musiklabel                            | DE | AT | CH | UK | US | Anmerkungen                                                        |
| ---- | ------------------------------------------- | --- | --- | --- | --- | --- | ------------------------------------------------------------------ |
| 2020 | The Anxiety MSFTS Music • Roc Nation (Sony) | — | — | — | — | US103 (11 Wo.)US | Erstveröffentlichung: 13. März 2020 mit Tyler Cole als The Anxiety |

### EPs
| Jahr | Titel Musiklabel                                              | Anmerkungen                                                  |
| ---- | ------------------------------------------------------------- | ------------------------------------------------------------ |
| 2014 | 3 Roc Nation (Sony)                                           | Erstveröffentlichung: 30. Oktober 2014                       |
| 2015 | Interdimensional Tesseract Eigenvertrieb                      | Erstveröffentlichung: 10. Januar 2015                        |
| 2016 | Mellifluous Eigenvertrieb                                     | Erstveröffentlichung: 7. Dezember 2016                       |
| 2020 | R I S E MSFTS Music • Roc Nation (Sony)                       | Erstveröffentlichung: 20. November 2020 mit Jahnavi Harrison |
| 2023 | Willow: Live at Electric Lady MSFTS Music • Roc Nation (Sony) | Erstveröffentlichung: 7. April 2023                          |

## Singles

### Als Leadmusikerin
| Jahr | Titel Album                              | Höchstplatzierung, Gesamtwochen, AuszeichnungChartplatzierungen (Jahr, Titel, Album, Platzierungen, Wochen, Auszeichnungen, Anmerkungen) | Höchstplatzierung, Gesamtwochen, AuszeichnungChartplatzierungen (Jahr, Titel, Album, Platzierungen, Wochen, Auszeichnungen, Anmerkungen) | Höchstplatzierung, Gesamtwochen, AuszeichnungChartplatzierungen (Jahr, Titel, Album, Platzierungen, Wochen, Auszeichnungen, Anmerkungen) | Höchstplatzierung, Gesamtwochen, AuszeichnungChartplatzierungen (Jahr, Titel, Album, Platzierungen, Wochen, Auszeichnungen, Anmerkungen) | Höchstplatzierung, Gesamtwochen, AuszeichnungChartplatzierungen (Jahr, Titel, Album, Platzierungen, Wochen, Auszeichnungen, Anmerkungen) | Anmerkungen                                                                                         |
| Jahr | Titel Album                              | DE | AT | CH | UK | US | Anmerkungen                                                                                         |
| ---- | ---------------------------------------- | --- | --- | --- | --- | --- | --------------------------------------------------------------------------------------------------- |
| 2010 | Whip My Hair –                           | DE44 (4 Wo.)DE | AT69 (1 Wo.)AT | — | UK2 Gold · (12 Wo.)UK | US11 ×3Dreifachplatin · (18 Wo.)US | Erstveröffentlichung: 26. Oktober 2010 Verkäufe: + 3.510.000                                        |
| 2011 | 21st Century Girl –                      | — | — | — | UK91 (2 Wo.)UK | US99 (1 Wo.)US | Erstveröffentlichung: 1. März 2011                                                                  |
| 2011 | Fireball –                               | — | — | — | — | — | Erstveröffentlichung: 4. Oktober 2011 feat. Nicki Minaj                                             |
| 2012 | I Am Me –                                | — | — | — | — | — | Erstveröffentlichung: 17. Juli 2012                                                                 |
| 2015 | F Q-C #7 –                               | — | — | — | — | — | Erstveröffentlichung: 7. Mai 2015                                                                   |
| 2015 | Human Behavior –                         | — | — | — | — | — | Erstveröffentlichung: 23. Juni 2015                                                                 |
| 2015 | Why Don’t You Cry Ardipithecus           | — | — | — | — | — | Erstveröffentlichung: 18. September 2015                                                            |
| 2015 | Wait a Minute! Ardipithecus              | DE— aDE | — | CH85 b (2 Wo.)CH | UK— PlatinUK | US— ×2DoppelplatinUS | Erstveröffentlichung: 11. Dezember 2015 Verkäufe: + 3.140.000                                       |
| 2017 | Romance The 1st                          | — | — | — | — | — | Erstveröffentlichung: 27. Oktober 2017                                                              |
| 2020 | Hey, You! The Anxiety                    | — | — | — | — | — | Erstveröffentlichung: 28. Februar 2020 mit Tyler Cole als The Anxiety                               |
| 2020 | Surrender –                              | — | — | — | — | — | Erstveröffentlichung: 15. Mai 2020 mit Jahnavi Harrison                                             |
| 2021 | TransparentSoul Lately I Feel Everything | — | — | — | UK28 Silber · (11 Wo.)UK | US76 Platin · (6 Wo.)US | Erstveröffentlichung: 27. April 2021 Verkäufe: + 1.220.000; feat. Travis Barker                     |
| 2021 | Lipstick Lately I Feel Everything        | — | — | — | — | — | Erstveröffentlichung: 25. Juni 2021                                                                 |
| 2021 | Meet Me at Our Spot The Anxiety          | DE93 (2 Wo.)DE | AT60 (4 Wo.)AT | CH55 (6 Wo.)CH | UK10 Platin · (16 Wo.)UK | US21 ×2Doppelplatin · (26 Wo.)US | Erstveröffentlichung: 22. Oktober 2021 (Live) Verkäufe: + 2.910.000; mit Tyler Cole als The Anxiety |
| 2022 | Purge –                                  | — | — | — | — | — | Erstveröffentlichung: 1. April 2022 feat. Siiickbrain                                               |
| 2022 | <Maybe> It’s My Fault <Copingmechanism>  | — | — | — | — | — | Erstveröffentlichung: 24. Juni 2022                                                                 |
| 2022 | Hover Like a Goddess <Copingmechanism>   | — | — | — | — | — | Erstveröffentlichung: 5. August 2022                                                                |
| 2022 | Curious/Furious <Copingmechanism>        | — | — | — | — | — | Erstveröffentlichung: 9. September 2022                                                             |
| 2022 | Split <Copingmechanism>                  | — | — | — | — | — | Erstveröffentlichung: 3. Oktober 2022                                                               |
| 2023 | Alone –                                  | — | — | — | — | — | Erstveröffentlichung: 3. November 2023                                                              |
| 2024 | Symptom of Life Empathogen               | — | — | — | — | — | Erstveröffentlichung: 12. März 2024                                                                 |
| 2024 | Big Feelings Empathogen                  | — | — | — | — | — | Erstveröffentlichung: 11. April 2024                                                                |

### Als Gastmusikerin
| Jahr | Titel Album                 | Höchstplatzierung, Gesamtwochen, AuszeichnungChartplatzierungen (Jahr, Titel, Album, Platzierungen, Wochen, Auszeichnungen, Anmerkungen) | Höchstplatzierung, Gesamtwochen, AuszeichnungChartplatzierungen (Jahr, Titel, Album, Platzierungen, Wochen, Auszeichnungen, Anmerkungen) | Höchstplatzierung, Gesamtwochen, AuszeichnungChartplatzierungen (Jahr, Titel, Album, Platzierungen, Wochen, Auszeichnungen, Anmerkungen) | Höchstplatzierung, Gesamtwochen, AuszeichnungChartplatzierungen (Jahr, Titel, Album, Platzierungen, Wochen, Auszeichnungen, Anmerkungen) | Höchstplatzierung, Gesamtwochen, AuszeichnungChartplatzierungen (Jahr, Titel, Album, Platzierungen, Wochen, Auszeichnungen, Anmerkungen) | Anmerkungen                                                                               |
| Jahr | Titel Album                 | DE | AT | CH | UK | US | Anmerkungen                                                                               |
| ---- | --------------------------- | --- | --- | --- | --- | --- | ----------------------------------------------------------------------------------------- |
| 2021 | Buzzed Sol                  | — | — | — | — | — | Erstveröffentlichung: 1. Juni 2021 ¿Téo? feat. Willow                                     |
| 2022 | Emo Girl Mainstream Sellout | DE— cDE | — | — | UK52 (3 Wo.)UK | US77 Gold · (2 Wo.)US | Erstveröffentlichung: 4. Februar 2022 Verkäufe: + 540.000; Machine Gun Kelly feat. Willow |
| 2022 | Psychofreak Familia         | — | — | — | UK73 (2 Wo.)UK | US75 (1 Wo.)US | Erstveröffentlichung: 8. April 2022 Camila Cabello feat. Willow                           |
| 2022 | Where You Are –             | — | — | — | UK58 (2 Wo.)UK | — | Erstveröffentlichung: 22. April 2022 PinkPantheress feat. Willow                          |
| 2022 | Memories Yungblud           | — | — | — | — | — | Erstveröffentlichung: 6. Mai 2022 Yungblud feat. Willow                                   |

## Musikvideos
| Jahr | Titel                    | Regie                     |
| ---- | ------------------------ | ------------------------- |
| 2010 | Whip My Hair             | Ray Kay                   |
| 2011 | 21st Century Girl        | Rich Lee                  |
| 2011 | Fireball                 | Hype Williams             |
| 2012 | Do It Like Me (Rockstar) | Willow Smith              |
| 2012 | I Am Me                  | Mike Vargas               |
| 2012 | Find You Somewhere       | Jada Pinkett Smith        |
| 2013 | Summer Fling             | Willow Smith, Mike Vargas |
| 2015 | F Q-C #7                 | Willow Smith, Mike Vargas |
| 2015 | Wit a Indigo             | Ben Tan                   |
| 2015 | Why Don’t You Cry        | Mike Vargas               |
| 2020 | Hey You!                 |                           |
| 2021 | Transparent Soul         | Child, Dana Trippe        |
| 2022 | Emo Girl                 | Drew Kirsh                |
| 2022 | Psychofreak              | Charlotte Rutherford      |
| 2022 | Where You Are            | BRTHR                     |
| 2022 | Memories                 | Colin Tilley              |

## Promoveröffentlichungen
| Jahr | Titel Album                | Anmerkungen                         |
| ---- | -------------------------- | ----------------------------------- |
| 2012 | Do It Like Me (Rockstar) – | Erstveröffentlichung: 2012          |
| 2021 | Lately I Feel Everything   | Erstveröffentlichung: 16. Juli 2021 |

## Sonderveröffentlichungen
| Jahr | Titel Album                                                  | Anmerkungen                                                                                  |
| ---- | ------------------------------------------------------------ | -------------------------------------------------------------------------------------------- |
| 2012 | Find You Somewhere The Cool Cafe: Cool Tape Vol. 1           | Erstveröffentlichung: 1. Oktober 2012 Jaden Smith feat. AcE & Willow Smith                   |
| 2014 | Electric CTV2                                                | Erstveröffentlichung: 18. November 2014 Jaden Smith feat. Willow Smith                       |
| 2014 | Keep Ya Love CTV2                                            | Erstveröffentlichung: 18. November 2014 Jaden Smith feat. Willow Smith                       |
| 2014 | Let It Breathe CTV2                                          | Erstveröffentlichung: 18. November 2014 Jaden Smith feat. Willow Smith                       |
| 2014 | PCH CTV2                                                     | Erstveröffentlichung: 18. November 2014 Jaden Smith feat. Willow Smith                       |
| 2016 | Vegetables Bartholomew                                       | Erstveröffentlichung: 1. August 2016 Jesse Boykins III feat. Willow Smith & Syd              |
| 2016 | Rose Golden Passion, Pain & Demon Slayin’                    | Erstveröffentlichung: 16. Dezember 2016 Kid Cudi feat. Willow Smith                          |
| 2017 | Next to Me We’re in Love & the World is Ending               | Erstveröffentlichung: 13. Oktober 2017 Tyler Cole feat. Devonté Hynes & Willow               |
| 2017 | B Syre                                                       | Erstveröffentlichung: 17. November 2017 Jaden Smith feat. Willow Smith & Pia Mia             |
| 2018 | Adventure Time Main Title Adventure Time: Come Along with Me | Erstveröffentlichung: 4. September 2018 Pendleton Ward & Casey James Basichis feat. Willow   |
| 2019 | P ERYS                                                       | Erstveröffentlichung: 5. Juli 2019 Jaden Smith feat. Willow Smith                            |
| 2019 | Summertime in Paris ERYS                                     | Erstveröffentlichung: 5. Juli 2019 · Jaden feat. Willow Smith, Verkäufe: + 520.000; US: Gold |
| 2021 | Buzzed Sol                                                   | Erstveröffentlichung: 11. Juni 2021 ¿Téo? feat. Willow Smith                                 |
| 2022 | Emo Girl Mainstream Sellout                                  | Erstveröffentlichung: 25. März 2022 Machine Gun Kelly feat. Willow                           |
| 2022 | Psychofreak Familia                                          | Erstveröffentlichung: 8. April 2022 Camila Cabello feat. Willow Smith                        |
| 2022 | Memories Yungblud                                            | Erstveröffentlichung: 2. September 2022 Yungblud feat. Willow                                |

| Jahr | Titel Soundtrack                                                           | Anmerkungen                                                                                |
| ---- | -------------------------------------------------------------------------- | ------------------------------------------------------------------------------------------ |
| 2018 | Adventure Time Main Title Adventure Time – Abenteuerzeit mit Finn und Jake | Erstveröffentlichung: 4. September 2018 Pendleton Ward & Casey James Basichis feat. Willow |

## Statistik

### Chartauswertung
|                     | DE    | AT    | CH    | UK    | US    |
| ------------------- | ----- | ----- | ----- | ----- | ----- |
| Nummer-eins-Alben   | DE—DE | AT—AT | CH—CH | UK—UK | US—US |
| Top-10-Alben        | DE—DE | AT—AT | CH—CH | UK—UK | US—US |
| Alben in den Charts | DE—DE | AT—AT | CH—CH | UK—UK | US2US |

|                       | DE    | AT    | CH    | UK    | US    |
| --------------------- | ----- | ----- | ----- | ----- | ----- |
| Nummer-eins-Singles   | DE—DE | AT—AT | CH—CH | UK—UK | US—US |
| Top-10-Singles        | DE—DE | AT—AT | CH—CH | UK2UK | US—US |
| Singles in den Charts | DE2DE | AT2AT | CH2CH | UK7UK | US6US |

### Auszeichnungen für Musikverkäufe
| Goldene Schallplatte - Brasilien - 2024: für das Lied Summertime in Paris - 2024: für die Single TransparentSoul - Dänemark - 2022: für die Single Wait a Minute! - Italien - 2023: für die Single Wait a Minute! - Kanada - 2011: für die Single Whip My Head - 2021: für die Single Meet Me at Our Spot - 2022: für die Single Emo Girl - Neuseeland - 2025: für das Album The Anxiety - Polen - 2022: für die Single Meet Me at Our Spot - Portugal - 2021: für die Single Wait a Minute! - 2022: für die Single Meet Me at Our Spot - Spanien - 2024: für die Single Wait a Minute! | Platin-Schallplatte - Australien - 2011: für die Single Whip My Head - 2021: für die Single Meet Me at Our Spot - Neuseeland - 2022: für die Single Wait a Minute! - Polen - 2021: für die Single Wait a Minute! 2× Platin-Schallplatte - Brasilien - 2024: für die Single Meet Me at Our Spot 3× Platin-Schallplatte - Australien - 2022: für die Single Wait a Minute! - Brasilien - 2024: für die Single Wait a Minute! - Neuseeland - 2025: für die Single Meet Me at Our Spot |

Anmerkung: Auszeichnungen in Ländern aus den Charttabellen bzw. Chartboxen sind in ebendiesen zu finden.
| Land/RegionAuszeichnungen für Musikverkäufe (Land/Region, Auszeichnungen, Verkäufe, Quellen) | Silber  | Gold       | Platin       | Verkäufe  | Quellen                 |
| -------------------------------------------------------------------------------------------- | ------- | ---------- | ------------ | --------- | ----------------------- |
| Australien (ARIA)                                                                            | —       | —          | 5× Platin5   | 350.000   | aria.com.au             |
| Brasilien (PMB)                                                                              | —       | 2× Gold2   | 5× Platin5   | 240.000   | pro-musicabr.org.br BR2 |
| Dänemark (IFPI)                                                                              | —       | Gold1      | —            | 45.000    | ifpi.dk                 |
| Italien (FIMI)                                                                               | —       | Gold1      | —            | 50.000    | fimi.it                 |
| Kanada (MC)                                                                                  | —       | 3× Gold3   | —            | 120.000   | musiccanada.com         |
| Neuseeland (RMNZ)                                                                            | —       | Gold1      | 4× Platin4   | 127.500   | radioscope.co.nz NZ2    |
| Polen (ZPAV)                                                                                 | —       | Gold1      | Platin1      | 75.000    | olis.pl                 |
| Portugal (AFP)                                                                               | —       | 2× Gold2   | —            | 10.000    | Einzelnachweise         |
| Spanien (Promusicae)                                                                         | —       | Gold1      | —            | 30.000    | elportaldemusica.es     |
| Vereinigte Staaten (RIAA)                                                                    | —       | 2× Gold2   | 8× Platin8   | 9.000.000 | riaa.com                |
| Vereinigtes Königreich (BPI)                                                                 | Silber1 | Gold1      | 2× Platin2   | 1.800.000 | bpi.co.uk               |
| Insgesamt                                                                                    | Silber1 | 15× Gold15 | 25× Platin25 |           |                         |